# Берг (Горња Франконија)
Берг (њем. Berg) општина је у њемачкој савезној држави Баварска. Једно је од 27 општинских средишта округа Хоф. Према процјени из 2010. у општини је живјело 2.442 становника. Посједује регионалну шифру (AGS) 9475113.

## Географски и демографски подаци
Берг се налази у савезној држави Баварска у округу Хоф. Општина се налази на надморској висини од 636 метара. Површина општине износи 38,9 km². У самом мјесту је, према процјени из 2010. године, живјело 2.442 становника. Просјечна густина становништва износи 63 становника/km².